# Ralf Büchner
Ralf Büchner (Berlín, Alemania, 31 de agosto de 1967) es un gimnasta artístico alemán, especialista en la prueba de barra horizontal con la que ha logrado ser dos veces campeón del mundo en 1991.

## Representando aAlemania del Este
En los JJ. OO. de Seúl 1988 consigue la medalla de plata en el concurso por equipos, tras la Unión Soviética y por delante de Japón, siendo sus compañeros de equipo: Holger Behrendt, Ulf Hoffmann, Sylvio Kroll, Sven Tippelt y Andreas Wecker.

## Representando a Alemania
Representando a Alemania ya que a finales de 1989 se unieron Alemania del Este y del Oeste, en el Mundial de Indianápolis 1991 gana el oro en barra —empatado con el chino Li Chunyang—, y el bronce en el concurso por equipos; tras de la Unión Soviética y China (plata).